# Rhinophis
Genre
Rhinophis est un genre de serpents de la famille des Uropeltidae.

## Répartition
Les espèces de ce genre se rencontrent en Inde et au Sri Lanka.

## Liste des espèces
Selon The Reptile Database (9 juillet 2023) :
- Rhinophis blythii Kelaart, 1853
- Rhinophis dorsimaculatus Deraniyagala, 1941
- Rhinophis drummondhayi Wall, 1921
- Rhinophis erangaviraji Wickramasinghe et al., 2009
- Rhinophis fergusonianus Boulenger, 1896
- Rhinophis goweri Aengals & Ganesh, 2013
- Rhinophis gunasekarai Wickramasinghe et al., 2020[3]
- Rhinophis homolepis Hemprich, 1820
- Rhinophis karinthandani Sampaio et al., 2020[4]
- Rhinophis lineatus Gower & Maduwage, 2011
- Rhinophis melanogaster (Gray, 1858)
- Rhinophis melanoleucus Cyriac et al., 2020[5]
- Rhinophis mendisi Gower, 2020[6]
- Rhinophis oxyrhynchus (Schneider, 1801)
- Rhinophis philippinus (Cuvier, 1829)
- Rhinophis porrectus Wall, 1921
- Rhinophis punctatus Müller, 1832
- Rhinophis roshanpererai Wickramasinghe et al., 2017[7]
- Rhinophis sanguineus Beddome, 1863
- Rhinophis travancoricus Boulenger, 1892
- Rhinophis tricolorata Deraniyagala, 1975
- Rhinophis zigzag Gower & Maduwage, 2011

## Publication originale
- Hemprich, 1820 : Grundriss der Naturgeschichte fur hohere Lehranstalten. August Rücker, Berlin, p. 1-432.